# یواس‌سی‌اس وارینا
یواس‌سی‌اس وارینا (به انگلیسی: USCS Varina) یک کشتی است که طول آن ۹۱٫۵ فوت (۲۷٫۹ متر) می‌باشد. این کشتی در سال ۱۸۵۴ ساخته شد.